# Meitingen
Meitingen település Németországban, azon belül Bajorországban. Lakosainak száma 12 227 fő (2023. december 31.).

## Népesség
A település népessége az elmúlt években az alábbi módon változott:
| Lakosok száma | 373  | 2120 | 8152 | 8999 | 10 804 | 11 121 | 11 421 | 11 498 | 11 936 | 12 227 |
|               | 1875 | 1950 | 1975 | 1987 | 2012   | 2014   | 2016   | 2017   | 2021   | 2023   |